# Pseudotrimezia pumila
Pseudotrimezia pumila är en irisväxtart som beskrevs av Pierfelice Ravenna. Pseudotrimezia pumila ingår i släktet Pseudotrimezia och familjen irisväxter. Inga underarter finns listade i Catalogue of Life.